# Steve Whitmire
Steven Lawrence Whitmire (Atlanta, 24 de setembro de 1959) é o bonequeiro americano, conhecido principalmente por seu trabalho em Os Muppets e Sesame Street. Começando seu envolvimento com os Muppets em 1978,  Whitmire herdou os papéis de Ernie e Kermit the Frog após a morte de Jim Henson em 1990; ele interpretou os personagens até 2014 e 2016, respectivamente. Como parte do elenco dos Muppets, ele apareceu em vários filmes e séries de televisão, interpretando uma variedade de personagens no The Muppet Show, Sesame Street e Fraggle Rock e durante tais ocupações foi contratado pela The Jim Henson Company, Sesame Workshop,  e The Muppets Studio.

## Carreira
Whitmire apareceu pela primeira vez (não paga) em um evento pré-show no Six Flags Over Georgia. Ele se apresentou com seu então fantoche alter-ego Otis para as crianças que esperavam para ver um show multimídia.
Antes de se formar no ensino médio, Whitmire teve seu primeiro trabalho "profissional" de marionetes usando Otis no "The World of Sid & Marty Krofft" em Atlanta, o primeiro parque temático coberto.  De lá, Whitmire apareceu na TV local de Atlanta ao vivo por 2 horas e meia todos os dias no "The Kids Show with Otis" recebendo telefonemas de crianças e adultos.  O show recebeu mais de 2.000 chamadas por hora. O WATL era de propriedade na época do ex-apresentador de televisão infantil de Atlanta "Officer Don" Kennedy. Otis fez aparições em vários shows do WATL 36 com Ludlow Porch de Atlanta, apresentando-se com Larry Munson do Georgia Bulldogs, Don Kennedy e o apresentador da Entertainment Page Artie Goodman. Como Otis, Whitmire entrevistou Olivia Newton-John durante uma turnê promovendo um álbum.
Ele trabalhou com fantoches depois de se formar no ensino médio e, eventualmente, conseguiu um emprego no The Muppet Show em 1978. Desde então, Whitmire atuou em quase todos os grandes projetos da empresa Henson, incluindo projetos não Muppets, como The Dark Crystal, Labyrinth e Dinosaurs.

### Personagens interpretados
Whitmire foi o segundo intérprete de dois Muppets de assinatura - Kermit the Frog e Ernie - após a morte de seu criador e artista original Jim Henson (com quem ele compartilhou um aniversário) em 1990.
Whitmire foi convidado pessoalmente por Brian Henson e Jane Henson para ser o intérprete de Kermit algumas semanas após a morte de Jim Henson.
Heather Henson providenciou que um fantoche de Kermit fosse enviado para a residência de Whitmire; no entanto, Whitmire escondeu o boneco por semanas antes de decidir assumir o papel. Após a morte de Richard Hunt e a aposentadoria de Jerry Nelson, Whitmire assumiu os papéis de Beaker e Statler, respectivamente. Em 2014, Billy Barkhurst assumiu o papel de Ernie, com Peter Linz assumindo esse papel em 2017.
Os personagens Muppet originais de Whitmire incluem Rizzo the Rat, Lips (o trompetista de Dr. Teeth and The Electric Mayhem), Foo-Foo (o cachorro da Miss Piggy), Wembley Fraggle e Sprocket the Dog em Fraggle Rock, e Bean Bunny, um personagem que se originou em The Tale of the Bunny Picnic (1986).
Whitmire dublou Link Hogthrob nos videogames Muppet RaceMania e Muppets Party Cruise. Ele também interpretou Link para o filme de 2011 The Muppets. Esta foi a primeira aparição falada do personagem desde a morte de Jim Henson, o intérprete original de Link. Ele também o interpretou em Muppets Most Wanted. Em 2008, Whitmire assumiu outro dos papéis de Jim Henson, Muppet Newsman.

### Demissão dos Muppets
Em julho de 2017, The Muppets Studio anunciou que Whitmire não estava mais envolvida com os Muppets e que o colega Muppet, Matt Vogel foi escalado como o novo artista de Kermit. Whitmire revelou que foi demitido de suas funções em outubro de 2016 por causa de questões não reveladas que ele disse não terem sido discutidas antes de sua demissão.  Em sua tomada de decisão, a The Walt Disney Company (proprietária do The Muppets Studio) consultou a família Henson, que apoiou a reformulação da demissão de Kermit e Whitmire.
Brian Henson afirmou que os problemas com Whitmire começaram em meados da década de 1990, e disse que Whitmire faria "exigências ultrajantes e muitas vezes jogava de maneira arriscada", e ainda afirmou que Whitmire "enviaria e-mails e cartas atacando todos, atacando a escrita e atacando o diretor". Ele também expressou culpa por não demitir Whitmire e reformular Kermit antes de vender os Muppets para a Disney em 2004, "porque eu sabia que seria um problema real". Lisa Henson afirmou que Whitmire se opunha a ter um substituto para Kermit e se recusou a treinar um, o que se tornou problemático quando se tratava de "performances de nível B, como um corte de fita", em algumas das quais ela disse que ele não estava disposto a  aparecer. Ela também afirmou que ele "anulou jovens artistas" ao se recusar a aparecer em shows com eles. Em uma entrevista ao The Hollywood Reporter no mesmo mês, Whitmire afirmou que foi demitido por divergências sobre a caracterização de Kermit e negociações sindicais prolongadas que atrasaram seu envolvimento nas produções dos Muppets. Whitmire alegou que a Disney lhe ofereceu o que chamou de "prêmios de consolação" se ele saísse voluntariamente, incluindo homenageá-lo como a Disney Legend, sob o pretexto público de que ele estaria se aposentando. Em um comunicado divulgado ao The New York Times, Debbie McClellan, então chefe do The Muppets Studio, disse que eles "levantaram preocupações sobre a repetida conduta comercial inaceitável de Steve durante um período de muitos anos, e ele consistentemente falhou em abordar o feedback". Whitmire manifestou interesse em fazer as pazes e retomar seu papel com os Muppets no futuro, se possível.

## Vida pessoal
Steve Whitmire foi casado com Melissa Whitmire, a quem conheceu durante seu último ano na Berkmar High School em Lilburn, Geórgia, desde junho de 1978. Eles moram em Atlanta, Geórgia.

## Filmografia

### Filme
| Créditos do filme | Créditos do filme                        | Créditos do filme | Créditos do filme                                                                                                 |
| Ano               | Título                                   | Função | Notas |
| ----------------- | ---------------------------------------- | --- | --- |
| 1979              | The Muppet Movie                         | Executor Muppet Adicional | Bonequeiro; Whitmire também faz uma participação especial na tela como um homem participando da Bogen County Fair |
| 1981              | The Great Muppet Caper                   | Rizzo the Rat, Lips | Bonequeiro/voz |
| 1982              | The Dark Crystal                         | SkekTek, o Cientista | Bonequeiro |
| 1984              | The Muppets Take Manhattan               | Rizzo the Rat, Gil the Frog, Dog, personagens adicionais                                                                                      | Bonequeiro/voz |
| 1985              | Dreamchild                               | The Caterpillar (apenas bonequeiros), Mock Turtle (apenas bonequeiros)                                                                        | Bonequeiro |
| 1986              | Labyrinth                                | Os Quatro Guardas (somente marionetes), Firey 4 (somente marionetes), Ambrosius (somente marionetes)                                          | Bonequeiro |
| 1990              | The Witches                              | Luke Mouse | Somente bonequeiro                                                                                                |
| 1992              | The Muppet Christmas Carol               | Kermit the Frog, Rizzo the Frog, Bean Bunny, Lips, Sprocket, Beaker, Belinda Cratchit, Laundress, personagens adicionais                      | Bonequeiro/voz |
| 1996              | Muppet Treasure Island                   | Rizzo the Rat, Kermit the Frog, Beaker, The Dodo, Walleye Pike, Inkspots, Rats                                                                | Bonequeiro/voz |
| 1997              | 123 Count with Me                        | Ernie | Bonequeiro/voz |
| 1998              | Elmopalooza                              | Ernie, Kermit the Frog | Bonequeiro/voz |
| 1999              | Muppets from Space                       | Kermit the Frog, Rizzo, Beaker, Coelho Bean, Cosmic Fish #1, Beach Hippie (camafeu na tela), Alien Gonzo                                      | Bonequeiro/voz |
| 1999              | The Adventures of Elmo in Grouchland     | Ernie, Bad Humor Man, Football Stenchman, Sharon Groan, Stuckweed, Parrot                                                                     | Bonequeiro/voz |
| 1999              | CinderElmo                               | Ernie, Caco, o Sapo, and Princípe, o Cão | Bonequeiro/voz |
| 2002              | Kermit's Swamp Years                     | Kermit the Frog, Young Kermit, Chico, Jack Rabbit                                                                                             | Bonequeiro/voz |
| 2002              | It's a Very Merry Muppet Christmas Movie | Kermit the Frog, Rizzo the Rat, Beaker, Bean Bunny, Mr. Poodlepants                                                                           | Bonequeiro/voz |
| 2005              | The Muppets' Wizard of Oz                | Kermit the Frog, Rizzo the Rat, Beaker, Statler, Bean Bunny, Audience Member at Aunt Em's Diner (on-screen cameo)                             | Bonequeiro/voz |
| 2007              | Mr. Magorium's Wonder Emporium           | Kermit the Frog | Bonequeiro/voz |
| 2011              | The Muppets                              | Kermit the Frog, Beaker, Rizzo the Rat, Statler, Link Hogthrob, The Muppet Newsman, Lips                                                      | Bonequeiro/voz |
| 2014              | Muppets Most Wanted                      | Kermit the Frog, Foo-Foo, Statler, Beaker, Lips, Rizzo the Rat, Link Hogthrob, The Muppet Newsman, Andy Pig, gulag prisoner (camafeu na tela) | Bonequeiro/voz |